# Sally Oldfield
Sally Oldfield (ur. 3 sierpnia 1947 w Dublinie) – urodzona w Irlandii angielska wokalistka folku, kompozytorka, multiinstrumentalistka i autorka tekstów oraz producentka muzyczna; starsza siostra muzyka Mike’a i kompozytora Terry'ego Oldfieldów.

## Rys biograficzny i kariera muzyczna
Sally Oldfield i jej rodzeństwo zostali wychowani przez matkę, Maureen, w duchu katolicyzmu. Dzieciństwo spędzili częściowo w irlandzkim Dublinie i w angielskim Reading, położonym w hrabstwie Berkshire. Jako 12-latkę Sally zapisano do Royal Academy of Dancing na naukę baletu, jednak zrezygnowała po 4 latach. Następnie studiowała na Uniwersytecie w Bristolu. Tam, jak sama stwierdziła, miała po raz pierwszy okazję do rozszerzenia swojej jaźni kulturowej poza wąskie pasmo dzieciństwa, i tu upatruje źródła wielokulturowości, która cechuje jej dorobek muzyczny oraz umiejętności grania na wielu instrumentach muzycznych.
Karierę muzyczną rozpoczęła w 1968, gdy razem z bratem Mikiem utworzyli duet Sallyangie. Nagrali wspólnie tylko jeden album, po uzyskaniu rekomendacji gitarzysty Pentangle, Johna Renbourna. Ich album, Children of the Sun, stanowił bajkową mieszankę angielskiego folku i muzyki pop, a głos Sally Oldfield został szczególnie wyeksponowany. Gościnnie na tym albumie wystąpił perkusista Pentangle, Terry Cox i flecista Ray Warleigh, który także współpracował z innymi muzykami, jak np. Allanem Holdsworthem i Nickiem Drakem. Sally i Mike Oldfieldowie zakończyli działalność w The Sallyangie jesienią tego samego roku z powodu nieporozumień na tle artystycznym i czasowo zaniechali dalszej współpracy.
Pierwszy solowy album Sally Oldfield pt. Water Bearer został wydany w 1978. Pierwszy utwór z tego albumu, "Mirrors", stał się dość znanym przebojem. Od tego czasu artystka wydaje albumy solowe. Przez szereg lat pracowała na rynku muzycznym w Niemczech. Bierze również udział w nagraniach braci Mike'a i Terry'ego. Jej głos dominuje tzw. girlie chorus w paru sekcjach albumu Tubular Bells: przy końcu pierwszej strony albumu i tuż przed melodią szkocką na odwrotnej stronie. Sally Oldfield ponownie wystąpiła w nowym nagraniu Tubular Bells z 2003.

## Dyskografia
- Water Bearer (1978)
- Easy (1979)
- Celebration (1980)
- Playing in the Flame (1981)
- In Concert (1982)
- Strange Day in Berlin (1983)
- Femme (1987)
- Instincts (1988)
- Night Riding (1990)
- Natasha (1990)
- The Flame (1992)
- Three Rings (1994)
- Secret Songs (1996)
- Flaming Star (2001)